# Ismael Falcón
Ismael Gómez Falcón (ur. 24 kwietnia 1984 w Kadyksie) – hiszpański piłkarz występujący na pozycji bramkarza w Córdobie.